# Cântecul lui Zurali
Cântecul lui Zurali este o carte ilustrată pentru copii, scrisă de Victoria Pătrașcu, cu ilustrații de Cristiana Radu. Cartea a fost publicată în anul 2019 și prezintă aspecte legate de tradițiile romilor.

## Rezumat
Cartea aduce în prim plan aspecte ale vieții și obiceiurilor personajelor de etnie romă, ce își duceau viața în Țara caselor verzi-albastre, unde oamenii sunt săraci, pământul neroditor, iar bărbații în putere plecați să muncească în alte ținuturi. Copiii și bătrânii sunt afectați de toate aceste neajunsuri care lasă urme în sufletele lor.
Eroina cărții, fetița Zurali, este lipsită de curaj. Deși are o minte ageră, la școală nu are îndrăzneala să răspundă. Rezolvarea acestei probleme se produce atunci când fetița înțelege că în inima ei se găsește puterea ce poate schimba un copil de etnie romă într-un adevărat super-erou.

## Publicare
Cântecul lui Zurali a fost publicată în 2019 la Editura Univers și face parte din colecția coordonată de Ioana Chicet-Macoveiciuc. Prima ediție a acestei cărți a fost elaborată de Fundația Agenția Împreună și UNICEF în cadrul proiectului pilot Servicii Comunitare pentru copii, desfășurat în 51 de școli din județul Bacău.